# 78年
| 千纪： | 1千纪                                                                                |
| 世纪： | 前1世纪 \| 1世纪 \| 2世纪                                                            |
| 年代： | 40年代 \| 50年代 \| 60年代 \| 70年代 \| 80年代 \| 90年代 \| 100年代                  |
| 年份： | 73年 \| 74年 \| 75年 \| 76年 \| 77年 \| 78年 \| 79年 \| 80年 \| 81年 \| 82年 \| 83年 |
| 纪年： | 东汉建初三年                                                                         |

## 大事记
- 班超率疏勒等國攻破姑墨石城。
- 这一年是印度历的元年（塞种纪元）。

## 各国领袖

### 非洲
- 库施
  - 女王：Amanikhatashan（62年－85年）

### 亚洲
- 中国
  - 东汉：
    - 皇帝：汉章帝（75年－88年）
- 朝鲜
  - 百济：
    - 国王：己娄王（77年－128年）

  - 高句丽：
    - 国王：太祖王（53年－146年）

  - 新罗：
    - 国王：脱解尼师今（57年－80年）
- 贵霜帝国
  - 国王：丘就却（30年－80年）

### 欧洲
- 高加索伊比里亚
  - 国王：卡奥斯（72年－87年）
- 罗马帝国
  - 皇帝：韦斯巴芗（69年－79年）

### 中东
- 奈巴提亚
  - 国王：Rabbel II Soter（70年－106年）
- 奥斯若恩
  - 国王：Abgar VI bar Ma'nu（71年－91年）
- 安息
  - 国王：
    1. 沃洛吉斯一世（51年－78年）
    2. （政权对立）：

    -       - 沃洛吉斯二世（78年－80年）
      - 帕科罗斯二世（78年－105年）

## 出生
- 張衡，中國東漢科學家、文學家、政治家和畫家。
- 劉慶，漢章帝的太子
- 崔瑗，中國東漢書法家、政治人物（143年逝世，65岁）